# Lørenfallet
Lørenfallet is een plaats in de Noorse gemeente Lillestrøm, fylke Akershus. Lørenfallet telt 942 inwoners (2007) en heeft een oppervlakte van 0,7 km².